# Qualificazioni al campionato mondiale femminile di calcio 2023 - UEFA - Fase a gironi, gruppo G
Il gruppo G delle qualificazioni al campionato mondiale femminile di calcio 2023 è composto da sei squadre: Italia, Svizzera, Romania, Croazia, Moldavia e Lituania. La composizione dei sette gruppi di qualificazione della sezione UEFA è stata sorteggiata il 30 aprile 2021. 
A vincere nel gruppo è stata l'Italia, con 2 punti di vantaggio sulla Svizzera, la quale ha segnato più gol delle Azzurre. L'ultima classificata, la Moldavia, ha fatto un solo gol a fronte di 49 gol subiti in 10 partite.

## Formula
Le sei squadre si affrontano in un girone all'italiana con partite di andata e ritorno, per un totale di 10 partite. La squadra prima classificata si qualifica direttamente alla fase finale del torneo, mentre la seconda classificata accede ai play-off qualificazione.
In caso di parità di punti tra due o più squadre di uno stesso gruppo, le posizioni in classifica verranno determinate prendendo in considerazione, nell'ordine, i seguenti criteri:
1. maggiore numero di punti negli scontri diretti tra le squadre interessate (classifica avulsa);
2. migliore differenza reti negli scontri diretti tra le squadre interessate (classifica avulsa);
3. maggiore numero di reti segnate negli scontri diretti tra le squadre interessate (classifica avulsa);
4. maggiore numero di reti segnate in trasferta negli scontri diretti tra le squadre interessate (classifica avulsa), valido solo per il turno di qualificazione a gironi;
5. se, dopo aver applicato i criteri dall'1 al 4, ci sono squadre ancora in parità di punti, i criteri dall'1 al 4 si riapplicano alle sole squadre in questione. Se continua a persistere la parità, si procede con i criteri dal 6 all'11;
6. migliore differenza reti;
7. maggiore numero di reti segnate;
8. maggiore numero di reti segnate in trasferta;
9. maggiore numero di vittorie nel girone;
10. maggiore numero di vittorie in trasferta nel girone;
11. classifica del fair play;
12. posizione nel ranking UEFA in fase di sorteggio.

## Classifica
| Pos | Squadra  | Pt | G  | V | N | P | GF | GS | DR  |
| --- | -------- | -- | -- | - | - | - | -- | -- | --- |
| 1.  | Italia   | 27 | 10 | 9 | 0 | 1 | 40 | 2  | +38 |
| 2.  | Svizzera | 25 | 10 | 8 | 1 | 1 | 44 | 4  | +40 |
| 3.  | Romania  | 19 | 10 | 6 | 1 | 3 | 21 | 11 | +10 |
| 4.  | Croazia  | 10 | 10 | 3 | 1 | 6 | 6  | 18 | -12 |
| 5.  | Lituania | 5  | 10 | 1 | 2 | 7 | 7  | 35 | -28 |
| 6.  | Moldavia | 1  | 10 | 0 | 1 | 9 | 1  | 49 | -48 |

## Risultati
| Arbitro: | Lorraine Watson |

|                                      |           |  |
| Girelli 16’, 28’ (rig.) Giacinti 35’ | Marcatori |  |

| Arbitro: | Victoria Beyer |

|                                               |           |               |
| Lehmann 15’ Sow 33’ Bachmann 65’ Fölmli 90+2’ | Marcatori | 50’ Jonušaitė |

| Arbitro: | Lizzy Van Der Helm |

|                  |           |  |
| Rus 12’ Carp 32’ | Marcatori |  |

| Arbitro: | Marta Huerta De Aza |

|  |           |                                                             |
|  | Marcatori | 17’ Gama 31’, 47’ Giacinti 50’ Girelli 90+1’ (rig.) Cernoia |

| Arbitro: | Anastasija Romanjuk |

|  |           |                                                                              |
|  | Marcatori | 39’ (rig.) Crnogorčević 41’ Sow 42’ Humm 44’ Fölmli 52’ Xhemaili 87’ Lehmann |

| Arbitro: | Sandra Bastos |

|                                 |           |  |
| Ciolacu 24’ (rig.) Rus 36’, 76’ | Marcatori |  |

| Arbitro: | Petra Pavlikova |

|                                         |           |  |
| Cernoia 2’ Girelli 9’ (rig.) Pirone 64’ | Marcatori |  |

| Arbitro: | Riem Hussein |

|                              |           |  |
| Crnogorčević 48’, 90’ (rig.) | Marcatori |  |

| Arbitro: | Jelena Medjedovic |

|  |           |                                                         |
|  | Marcatori | 13’ Cernoia 23’ Pirone 35’ Giacinti 54’ Gama 83’ Caruso |

| Arbitro: | Frida Nielsen |

|                                                                    |           |  |
| Crnogorčević 8’ Maritz 45+2’ Bachmann 82’, 90+1’ (rig.) Rinast 88’ | Marcatori |  |

| Pola 26 novembre 2021, ore 17:00 CET | Croazia          | 0 – 0 referto | Lituania | Stadio Aldo Drosina\| Arbitro: \| Nadežda Gorinova \| |
| Arbitro:                             | Nadežda Gorinova |               |          |                                                       |

| Arbitro: | Stéphanie Frappart |

|              |           |                         |
| Bonansea 60’ | Marcatori | 9’ Sow 19’ Crnogorčević |

| Arbitro: | Michalina Diakow |

|                                    |           |  |
| Bălăceanu 53’ Ciolacu 70’ Carp 89’ | Marcatori |  |

| Arbitro: | Araksya Saribekyan |

|                                                        |           |  |
| Marković 6’ Landeka 35’ (rig.) Lubina 65’ Jelenčić 75’ | Marcatori |  |

| Arbitro: | Catarina Campos |

|  |           |                                                        |
|  | Marcatori | 22’ Bonansea 53’, 61’, 90+4’ (rig.) Girelli 87’ Pirone |

| Arbitro: | Zoe Stavrou |

|  |           |                                                                     |
|  | Marcatori | 3’, 31’, 37’ Sow 12’ Kiwic 34’ Crnogorčević 40’ Xhemaili 61’ Fölmli |

| Arbitro: | María Martínez |

|  |           |              |
|  | Marcatori | 31’ Ljustina |

| Arbitro: | Marta Huerta De Aza |

|            |           |           |
| Ficzay 42’ | Marcatori | 77’ Kiwic |

| Arbitro: | Elvira Nurmustafina |

|                                                                              |           |  |
| Caruso 2’, 45+1’ Bergamaschi 41’, 89’ Cernoia 61’ Sabatino 86’ Bonetti 90+2’ | Marcatori |  |

| Arbitro: | Neslihan Muratdagi |

|                                                                 |           |  |
| Liužinaitė 27’ (rig.), 45+1’ Sabatauskaitė 55’ Lazdauskaitė 60’ | Marcatori |  |

| Arbitro: | Cheryl Foster |

|  |           |          |
|  | Marcatori | 4’ Geréd |

| Arbitro: | Rebecca Welch |

|  |           |             |
|  | Marcatori | 83’ Girelli |

| Arbitro: | Caroline Lanssens |

|  |           |                                                          |
|  | Marcatori | 7’ Ciolacu 67’ (aut.) Railean 89’ Goder 90+5’ Vlădulescu |

| Arbitro: | Olatz Rivera Olmedo |

|           |           |                  |
| Țabur 78’ | Marcatori | 25’ Lazdauskaitė |

| Arbitro: | Emilie Torkelsen |

|  |           |                                                                            |
|  | Marcatori | 26’ Giugliano 32’, 82’ Giacinti 38’, 64’, 78’, 90+6’ Caruso 59’ Bonfantini |

| Arbitro: | Lizzy Van Der Helm |

|                  |           |                                                                 |
| Lazdauskaitė 68’ | Marcatori | 2’ Ciolacu 3’ Carp 21’ Vătafu 23’, 52’ Rus 61’ Ficzay 64’ Marcu |

| Arbitro: | Eleni Antoniou |

|  |           |                             |
|  | Marcatori | 53’ Bachmann 65’ Calligaris |

| Arbitro: | Cansu Tiryaki |

|  |           |                   |
|  | Marcatori | 66’ (rig.) Lažeta |

| Arbitro: | Sara Persson |

|                          |           |  |
| Giacinti 29’ Boattin 74’ | Marcatori |  |

| Arbitro: | Réka Molnar |

| |           |  |
| Calligaris 2’, 62’ Bachmann 23’ Sow 32’, 42’, 45’ Bühler 38’ Reuteler 45+3’, 45+4’, 88’ Xhemaili 53’, 75’, 81’ Crnogorčević 57’, 78’ (rig.) | Marcatori |  |

## Statistiche

### Classifica marcatrici
9 reti
- Coumba Sow

8 reti
- Cristiana Girelli (3 rig.)
- Ana-Maria Crnogorčević (3 rig.)

7 reti
- Arianna Caruso
- Valentina Giacinti

5 reti
- Laura Rus
- Ramona Bachmann (1 rig.)
- Riola Xhemaili

4 reti
- Valentina Cernoia (1 rig.)
- Mihaela Ciolacu (1 rig.)

3 reti
- Valeria Pirone
- Cristina Carp
- Viola Calligaris
- Svenja Fölmli
- Géraldine Reuteler

2 reti
- Iva Lažeta (2 rig.)
- Valentina Bergamaschi
- Barbara Bonansea
- Sara Gama
- Ugnė Lazdauskaitė
- Milda Liužinaitė (1 rig.)
- Maria Ficzay
- Rahel Kiwic
- Alisha Lehmann

1 rete
- Ana Jelenčić
- Ella Ljustina
- Anela Lubina
- Ana Maria Marković
- Lisa Boattin
- Tatiana Bonetti
- Agnese Bonfantini
- Manuela Giugliano
- Daniela Sabatino
- Rimantė Jonušaitė
- Judita Sabatauskaitė
- Carolina Țabur
- Ioana Bălăceanu
- Erika Geréd
- Brigita Goder
- Carmen Marcu
- Ștefania Vătafu
- Ana Maria Vlădulescu
- Luana Bühler
- Fabienne Humm
- Noelle Maritz
- Rachel Rinast

Autoreti
- Eugenia Railean (1 a favore della Romania)